# 硝酸ニッケル(II)
硝酸ニッケル(II)（しょうさんニッケル、英nickel nitrateはニッケルの硝酸塩で、化学式Ni(NO3)2で表される無機化合物。水に易溶で、水溶液は緑色となる。通常、硝酸ニッケルといえば硝酸ニッケル(II)の水和物を指す。硝酸ニッケル(II)の六水和物の化学式の表示にはNi(NO3)2.6H2O と[Ni(H2O)6](NO3)2の二通りあり、後者はニッケル分子が水分子に囲まれアクア錯体を形成し、直接硝酸イオンに結合していないことを示す。他のニッケル(II)誘導体の水配位子交換に有用な前駆物質である。

## 製法
酸化ニッケル(II)または水酸化ニッケル(II)を希硝酸に溶解し、溶液を濃縮すると六水和物が析出する。
{\displaystyle {\ce {NiO\ + 2HNO3 -> Ni(NO3)2\ + H2O}}}
{\displaystyle {\ce {Ni(OH)2\ + 2HNO3 -> Ni(NO3)2\ + 2H2O}}}
無水物は六水和物に純硝酸と五酸化二窒素の混合物を作用させると得られる。
{\displaystyle {\ce {Ni(NO3)2\cdot 6H2O\ +6N2O5->Ni(NO3)2\ +12HNO3}}}

## 性質
無水物は淡緑黄色結晶で潮解性をもつ。
六水和物は淡緑色結晶で単斜晶系に属し、湿気の多い場合は潮解性、少ない場合は風解性を示す。加熱により結晶水を部分的に失って二水和物となり、さらに硝酸を失い塩基性塩を経て酸化ニッケルになる

## 用途
触媒や、ニッケル・水素充電池・ニッケル・カドミウム蓄電池の原料として用いられる。
メッキ薬品、表面処理薬品原料や、電子部品、導電材料、絶縁材料、ガラス、アルミの着色剤、栄養添加剤としても使用されている。

## 安全性
自体は不燃性であるが、他の硝酸塩と同様に酸化性を持ち、可燃物やマグネシウム、硫黄などと激しく反応する。眼や皮膚に対し刺激性があり、皮膚への接触や吸入によりアレルギー反応を示す。他のニッケル化合物と同様、発癌のおそれがある。